# Batan (Aklan)
Pour les articles homonymes, voir Batan.
Batan, officiellement la municipalité de Batan (Aklanon : Banwa it Batan ; Hiligaynon : Banwa sang Batan ; Tagalog), est une municipalité de 4e classe dans la province d'Aklan, aux Philippines. Selon le recensement de 2020, elle compte une population de 33 484 personnes.

## Histoire

### Période préhispanique
On croit que Batan est le siège du gouvernement de Datu Bendahara Kalantiaw III, le promulgateur du Code de Kalantiaw en 1433. Le code est un recueil de 17 lois qui auraient été utilisées à l'époque du Datu avant l'arrivée des Espagnols. Le Code de Kalantiaw s'est avéré plus tard être une fraude.

### Époque coloniale espagnole
Batan est l'une des plus anciennes villes fondées à Aklan. Batan est une encomienda de Miguel Rodriguez en 1591. La paroisse de Batan est fondée par les Augustins en 1601 sous le patronage de Notre-Dame de l'Immaculée Conception. Batan est incorporé pour la première fois à Aclan ou Aklan (aujourd'hui Kalibo) en 1603 et en 1789, il devient une municipalité indépendante. En 1903, Batan est de nouveau incorporée à la nouvelle ville de New Washington et redevient indépendante en 1931.

### Philippines indépendantes
En 1957, le marqueur du sanctuaire national de Kalantiaw est érigé par la Société historique et culturelle des Philippines pour honorer l'importance de Datu Kalantiaw où il affiche une copie du « manuscrit original » du Code. Il est construit sur un ancien bâtiment scolaire près du port maritime municipal qui abrite les souvenirs historiques et les antiquités de la ville, y compris le manuscrit original du code que les Espagnols ont obtenu d'un ancien chef et traduit. En 2004 cependant, après des années d'enquête et de découvertes historiques, l'Institut historique national conclut que le Code de Kalantiaw est un faux et un canular. Des vestiges du sanctuaire national de Kalantiaw subsistent encore à Batan, Aklan et la zone du site est rénovée en parc pour les touristes et les habitants.

## Géographie
Batan se trouve à 49km de la capitale provinciale de Kalibo et à 51km de la ville de Roxas. Selon l'Autorité philippine des statistiques, la municipalité a une superficie de 79,22 km² constituant 4,35% des 1821,42 km² de superficie totale d'Aklan.